# مركز غودارد لرحلات الفضاء

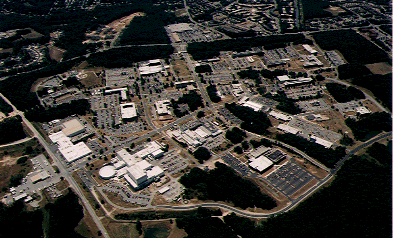

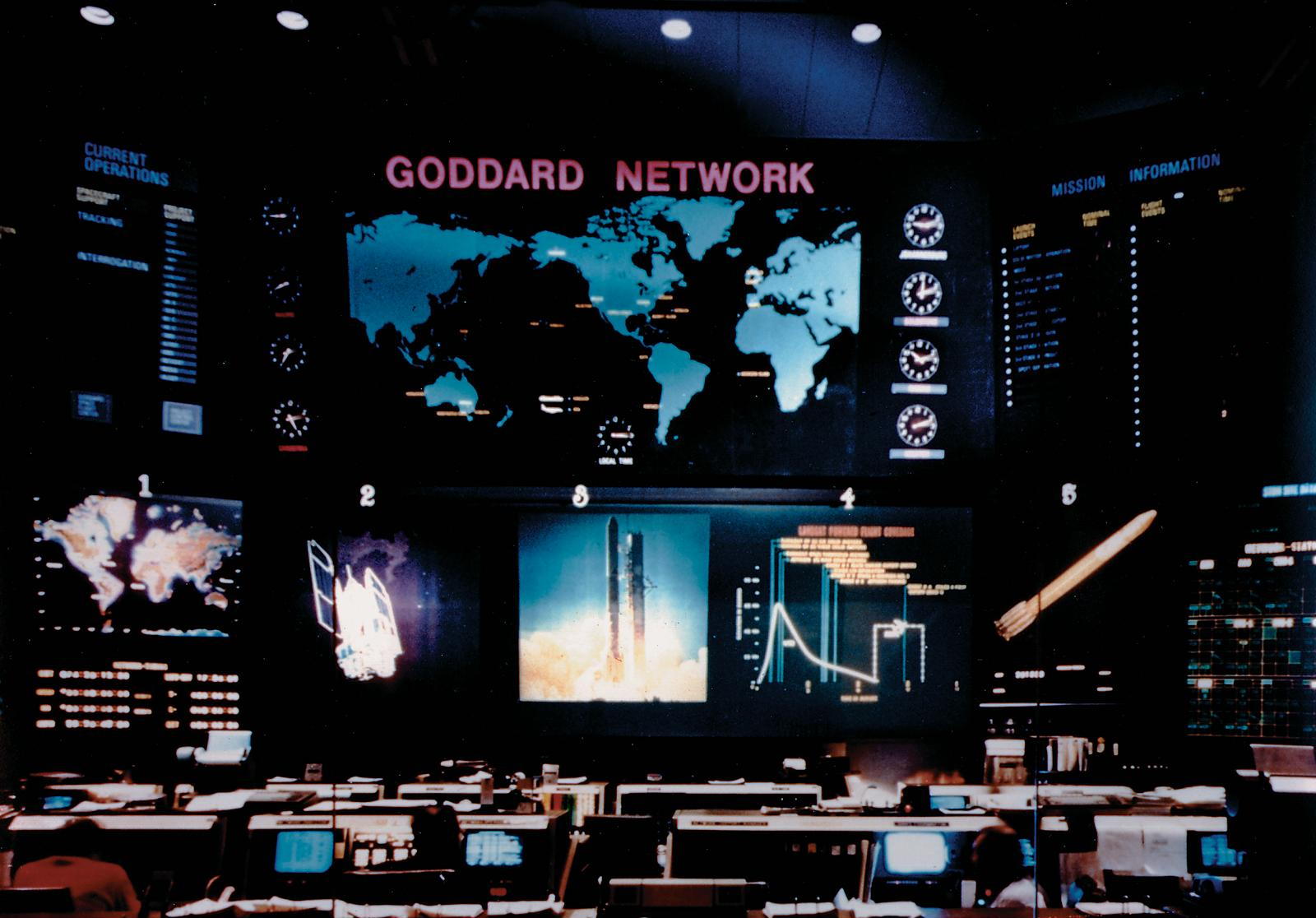
شبكة جودارد (STDN) ، غرفة كانت تستخدم في متابعة رحلات إلى الفضاء مأهولة وغير مأهولة.

مركز غودارد لرحلات الفضاء (جي إس إف سي) هو مختبر رائد لأبحاث الفضاء تابع لناسا يقع على بعد نحو 6.5 ميل (10.5 كيلومتر) شمال شرق العاصمة واشنطن في جرينبيلت، ماريلاند، في الولايات المتحدة. تأسست في 1 مايو 1959 كأول مركز لرحلات الفضاء تابع ناسا، يوظف مركز غودارد لرحلات الفضاء نحو 10,000 موظف ومتعهد مدني. وهو أحد المراكز الميدانية العشرة الرئيسة التابعة لناسا، سُمي تكريمًا لرائد الدفع الصاروخي الأمريكي دكتور «روبرت إتش. غودارد». يقع مركز غودارد لرحلات الفضاء جزئيًا داخل مكان غودارد المخصص للتعداد، وله عنوانه البريدي الخاص في غرينبيلت.
مركز غودارد لرحلات الفضاء هو أكبر منظمة مشتركة بين العلماء والمهندسين في الولايات المتحدة مُكرسة لإثراء معرفتنا بعلوم الأرض والنظام الشمسي والكون عبر عمليات الرصد من الفضاء. مركز غودارد لرحلات الفضاء هو مختبر أمريكي رائد مخصص لتطوير وتشغيل المركبات الفضائية العلمية غير المأهولة. يقوم مركز غودارد لرحلات الفضاء بالبحث العلمي وتطوير الأنظمة الفضائية وتشغيلها وتطوير التقنيات ذات الصلة. يمكن لعلماء مركز غودارد تطوير المهمات الفضائية ودعمها، بينما يقوم مهندسو وفنيو المركز بتصميم وبناء المركبات الفضائية لهذه المهمات. تشارك أحد علماء مركز غودارد، «جون سي. ماثر»، جائزة نوبل في الفيزياء لعام 2006 لعمله في مسبار مستكشف الخلفية الكونية (كوبي).
يدير مركز غودارد لرحلات الفضاء أيضًا شبكتين لتتبع الرحلات الفضائية وجمع البيانات (الشبكة الفضائية وشبكة الأرض القريبة)، ويطور ويحافظ على أنظمة بيانات الفضاء وعلوم الأرض المتقدمة، ويطور أنظمة الأقمار الصناعية للإدارة الوطنية للمحيطات والغلاف الجوي (نووا).
يدير مركز غودارد لرحلات الفضاء العمليات للعديد من المهمات التابعة لناسا والمهمات الدولية بما في ذلك تلسكوب «هابل» الفضائي (إتش إس تي)، وبرنامج «إكسبلوررز»، وبرنامج «ديسكفري»، ونظام مراقبة الأرض (إي أوه إس)، ومرصد «إنتغرال»، ومسبار «مافن»، و«أوسايرس ركس»، ومرصد الشمس وغلافها (سوهو) ومرصد ديناميكيا الشمس (إس دي أوه)، ومرصدي «فيرمي» و«سويفت». تشمل المهام السابقة التي يديرها مركز غودارد لرحلات الفضاء مسبار «روسي» لتوقيت الإشعة السينية (آر إكس تي إي) ومرصد «كومبتون» لأشعة غاما ومسبار «سولار ماكسيموم» (إس إم إم) و«كوبي» وكاشف الأشعة فوق البنفسجية الدولي (آي يو إي) وقمر «روسات» الاصطناعي. يدير مركز غودارد لرحلات الفضاء عادةً مهمات رصد الأرض والمراصد غير المأهولة التي تدور حول الأرض، بينما يدير مختبر الدفع النفاث (جي بّي إل) في باسادينا، كاليفورنيا، المهام الكوكبية غير المأهولة.

## نظرة تاريخية

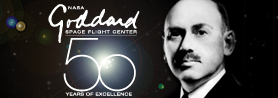
شعار الذكرى الخمسين لمركز غودارد

غودارد هو أول وأقدم مركز فضاء تابع لناسا. وفقًا لعقده الأصلي، يهدف المركز لأداء خمس وظائف رئيسية نيابةً عن ناسا: تطوير التكنولوجيا والتصنيع والتخطيط والبحث العلمي والعمليات الفنية وإدارة المشاريع. يُقسم المركز إلى عدة مديريات، يُكلف كل واحدة منها بإحدى هذه الوظائف الرئيسية.
حتى 1 مايو 1959، كان مركز ناسا في جرينبيلت، ماريلاند، يُعرف باسم مركز «بيلتسفيل» الفضائي. ثم أُعيدت تسميته مركز غودارد لرحلات الفضاء، تكريمًا للدكتور روبرت إتش. غودارد. نُقل أول 157 موظفٍ في المركز من برنامج «فانغارد» للصواريخ التابع للبحرية الأمريكية، لكنهم واصلوا عملهم في معمل أبحاث البحرية في العاصمة واشنطن، بينما كان المركز قيد الإنشاء.
ساهم مركز غودارد في مشروع «ميركوري»، الذي كان أول برنامج لرحلات الفضاء المأهولة في الولايات المتحدة. مُنح المركز دورًا قياديًا في المشروع في أيامه الأولى وأدار أول 250 موظفٍ شاركوا في هذا المسعى، الذين تمركزوا في مركز «لانغلي» البحثي في هامبتون، فيرجينيا. مع ذلك، سرعان ما دفع حجم ونطاق مشروع ميركوري وكالة ناسا لبناء مركز جديد للمركبات الفضائية المأهولة، الذي يُعرف اليوم باسم مركز «جونسون» للفضاء، في هيوستن، تكساس. نُقل موظفوا وأنشطة مشروع ميركوري إلى هناك في عام 1961.
ظل مركز غودارد لرحلات الفضاء مشاركًا في برنامج رحلات الفضاء المأهولة، إذ يوفر الدعم الحاسوبي وتتبع الرحلات باستخدام الرادار من خلال شبكة عالمية من المحطات الأرضية تُسمى شبكة تتبع المركبات الفضائية وجمع البيانات (إس تي دي إن). مع ذلك، ركز المركز في المقام الأول على تصميم الأقمار الاصطناعية غير المأهولة والمركبات الفضائية لمهمات البحث العلمي. كان مركز غودارد رائدًا في العديد من مجالات تطوير المركبات الفضائية، بما في ذلك تصميم المركبات الفضائية المعيارية، ما أدى لخفض التكاليف وجعل إصلاح الأقمار الصناعية من مدارها أمرًا ممكنًا. أُصلِح قمر سولار ماكسيموم الصناعي التابع للمركز، الذي أُطلِق عام 1980، من قبل رواد الفضاء على متن مكوك «تشالنجر» الفضائي في عام 1984. ما زال تلسكوب هابل الفضائي، الذي أُطلِق عام 1990، في الخدمة وتستمر قدراته بالتحسن بفضل تصميمه المعياري والعديد من مهام المكوك الفضائي التي قامت بتحسينه.
يستمر المركز اليوم بالمشاركة كل برامج ناسا الرئيسية. طور غودارد أدوات لاستكشاف الكواكب أكثر من أي منظمة أخرى، من بينها أدوات علمية أُرسِلت إلى جميع كواكب المجموعة الشمسية. تشتمل مساهمة المركز في برنامج «إنتربرايز» لعلوم الأرض العديد من المركبات الفضائية في أسطول الأقمار الصناعي الخاصة بنظام مراقبة الأرض بالإضافة إلى نظام بيانات ومعلومات نظام مراقبة الأرض (إي أوه إس دي آي إس)، الذي هو نظام لجمع البيانات العلمية ومعالجتها وتوزيعها. بالنسبة لبرنامج الرحلات الفضائية المأهولة، طور غودارد أدوات لاستخدامها من قبل رواد الفضاء أثناء قيامهم بالأنشطة خارج المركبات الفضائية، ويقوم بتشغيل مستكشف القمر المداري، الذي هو مركبة فضائية مصممة لدراسة القمر استعدادًا لاستكشاف مأهول في المستقبل.

## من أنشطته
- مستكشف التركيب التقدمي (ACE)
- برنامج أسترو إي
- مرصد كومبتون لأشعة غاما
- كلاستر (قمر صناعي)
- مستكشف الخلفية الكونية COBE
- مستكشف أشعة فوق البنفسجية فائقة الطاقة(EUVE)
- رحلة نواة مذنب (CONTOUR)
- تلسكوب فضائي واسع المساحة لأشعة غاما (GLAST)
- مستكشف عابر للطاقة العالية HETE-2
- برنامجي المسباران وكالة إيسا الأوروبية ISEE 1 وISEE 3/ICE
- المستكشف الدولي للأشعة فوق البنفسجية
- مسبار ويلكينسون لقياس اختلاف الموجات الراديوية
- بولار (قمر صناعي)
- مستكشف الجسيمات المغناطيسية الجوية الشاذة SOLAR
- مرصد الشمس والهالة الشمسية (SOHO)
- مسبار فضائي لقياس الموجات تحت مليمترية (SWAS)
- مرصد سويفت الفضائي
- مستكشف منطقة العبور والهالة (TRACE)
- ويند (قمر صناعي)
- مسبار روسي لتوقيت أشعة إكس
- نظام البيانات الكوكبية
- بعثة متعددة المهام للغلاف المغناطيسي

وغيرها .

## وصلات خارجية
1. ↑   https://www.nasa.gov/centers/goddard/about/index.html. اطلع عليه بتاريخ 2018-08-30. {{استشهاد ويب}}: |url= بحاجة لعنوان (مساعدة) والوسيط |title= غير موجود أو فارغ (من ويكي بيانات) (مساعدة)
2. ↑   https://www.nasa.gov/content/contact-goddard. اطلع عليه بتاريخ 2018-08-30. {{استشهاد ويب}}: |url= بحاجة لعنوان (مساعدة) والوسيط |title= غير موجود أو فارغ (من ويكي بيانات) (مساعدة)
3. 1 2   https://www.nasa.gov/centers/goddard/about/history/dr_goddard.html. اطلع عليه بتاريخ 2018-08-30. {{استشهاد ويب}}: |url= بحاجة لعنوان (مساعدة) والوسيط |title= غير موجود أو فارغ (من ويكي بيانات) (مساعدة)
4. ↑  Library of Congress, Library of Congress Name Authority File (بالإنجليزية), QID:Q18912790
5. ↑  GeoNames (بالإنجليزية), 2005, QID:Q830106
6. ↑  خرائط جوجل، QID:Q12013
7. ↑  "Driving Directions to the Goddard Visitor Center." Goddard Space Flight Center. Retrieved on September 1, 2018. "8800 Greenbelt Road Greenbelt, MD 20771" - Driving Directions Map نسخة محفوظة 1 سبتمبر 2018 على موقع واي باك مشين., Campus Map نسخة محفوظة 5 مايو 2017 على موقع واي باك مشين.
8. ↑  "CENSUS 2000 BLOCK MAP: GODDARD CDP." مكتب تعداد الولايات المتحدة. Retrieved on September 1, 2018. 1990 Census map of Prince George's County (index map) has Goddard CDP on Page 9. نسخة محفوظة 1 سبتمبر 2018 على موقع واي باك مشين.
9. ↑  "Archived copy". مؤرشف من الأصل في 2009-03-21. اطلع عليه بتاريخ 2009-01-03.{{استشهاد ويب}}:  صيانة الاستشهاد: الأرشيف كعنوان (link)

## اقرأ أيضا
- الوكالة الأوروبية لأبحاث الفضاء
- ناسا
- ميشيل ثالر
- قائمة كاميرات ناسا على المركبات الفضائية
- قائمة ناسا لمراكز الزوار